# Sylvie Birba
Sylvie Birba (née le 11 août 1971 à Clichy et morte le 11 septembre 2011 au Plessis-Trévise) est une athlète française, spécialiste du 400 mètres haies.

## Biographie
Elle est sacrée championne de France du 400 mètres haies en 1999 à Niort.
Elle remporte la médaille d'argent du relais 4 × 400 m aux Jeux de la Francophonie de 1997, en compagnie de Marie-Louise Bévis, Fabienne Ficher et Anita Mormand.